# Don't You Worry Baby (I'm Only Swimming)
Don't you worry baby (I'm only swimming)은 대한민국 인디 록밴드 검정치마의 두 번째 정규 음반이다.

## 수록곡
1. 이별노래
2. 무임승차
3. Love shine
4. 외아들
5. International love song
6. 날씨
7. 아침식사
8. 음악하는 여자
9. 젊은 우리 사랑
10. Ariel
11. 기사도
12. 앵무새